# Маген (кибуц)
Маген (ивр. מָגֵן‎) — израильский кибуц в западной части северного Негева, административно относящийся к региональному совету Эшколь.
Кибуц соседствует со многими государственными учреждениями, в том числе с офисами регионального совета, начальной школой, используемой в поселениях совета, средней школой совета, театром Негев и хором Эшколь.
Сельскохозяйственные площади кибуца составляют около 8500 дунамов. В апреле 2023 года кибуц был приватизирован в формате обновляющегося кибуца.

## История
Кибуц был основан основными членами движения «Ха-шомер ха-цаир» из Румынии, некоторые из которых провели около года в лагерях для перемещённых лиц на Кипре, к которым присоединились основные члены «Ха-шомер ха-цаир», родившиеся в стране, а затем репатрианты из Западной Европы. Основание кибуца произошло 16 августа 1949 года на склонах высот Шейх-Нуран, захваченных в начале декабря 1948 года в ходе операции «Асаф» 89-м батальоном 8-й бригады Ицхака Саде. Гиват-ха-Шейх является самой высокой точкой в этом районе и служит наблюдательным пунктом в отношении населенных пунктов регионального совета Эшколь и южной части сектора Газа .
В ходе операции «Литой свинец» в 2009 году на территорию кибуца упали две ракеты «Кассам». Пострадавших во время падения ракет не было, но жилым домам был нанесен ущерб.
Поскольку кибуц находится на расстоянии 4,7 километров от границы сектора Газа, он не вошёл в зону шириной в 4,5 км от границы и поэтому не был включен в план защиты населенных пунктов, окружающих Газу. Только после операции «Облачный столп» в 2012 году правительство решило защитить и населенные пункты в этом районе, включая Маген. Защита была завершена только после операции «Нерушимая скала» в 2015 году.
На протяжении многих лет предпринимались различные попытки приватизировать кибуц, которые не увенчались успехом до тех пор, пока не было принято в конце 2022 года и не вступило в силу в апреле 2023 года решение, согласно которому кибуц пройдет процесс приватизации, сохранив пенсионные права членов кибуца, сеть социальной защиты, а также распределение капитала и дифференцированную заработную плату и переход к платным услугам.

### Битва за спасение кибуца
В субботу утром, во время праздника Симхат Тора, 7 октября 2023 года, кибуц подвергся нападению террористов ХАМАС в рамках внезапного нападения на Израиль. Дежурный отряд кибуца во главе с раввином Барухом Коэном, который был ранен выстрелом из РПГ в начале боя, отразил атаку. Силы ЦАХАЛа прибыли в этот район только примерно через семь часов. Житель кибуца Ави Флейшер был убит в бою, двое других были ранены. Другой житель кибуца, Офир Ярон, был убит недалеко от кибуца. 9 октября жители кибуца были эвакуированы в район Мертвого моря.

## Население
По данным Центрального статистического бюро Израиля, население на начало 2020 года составляло 532 человека.

## Экономика
Основными источниками дохода кибуца являются:
- завод «Маген Эко-Энергия» (ранее называвшийся «Маген Пластик») по производству систем генерации солнечной энергии
- сельское хозяйство — полевые культуры (картофель, арахис, редис, пшеница, морковь), молочное животноводство (при сотрудничестве кибуцев Гвулот и Беэри), доходы от подработок.

Будучи сельскохозяйственным поселением или поселением в зоне развития, наемные работники, которые переносят место жительства в поселок и проживают в нём не менее шести месяцев подряд, считаются уволенными, а не уволившимися, с соответствующими условиями. Поскольку это один из населенных пунктов, окружающих сектор Газа, его жителям предоставляется налоговая льгота в соответствии с разделом 11 Постановления о подоходном налоге.

## Культура
В границах кибуца расположены зоологический сад («ЗОО-Хавая»), «Хавая Плюс» (центр образовательной деятельности для родителей и малышей) и галерея художников («Паровая галерея»).
В кибуце есть ясли, в которых дети жителей кибуца остаются до 3-летнего возраста, а также детские сады, где дети получают образование до школьного возраста.

## Галерея

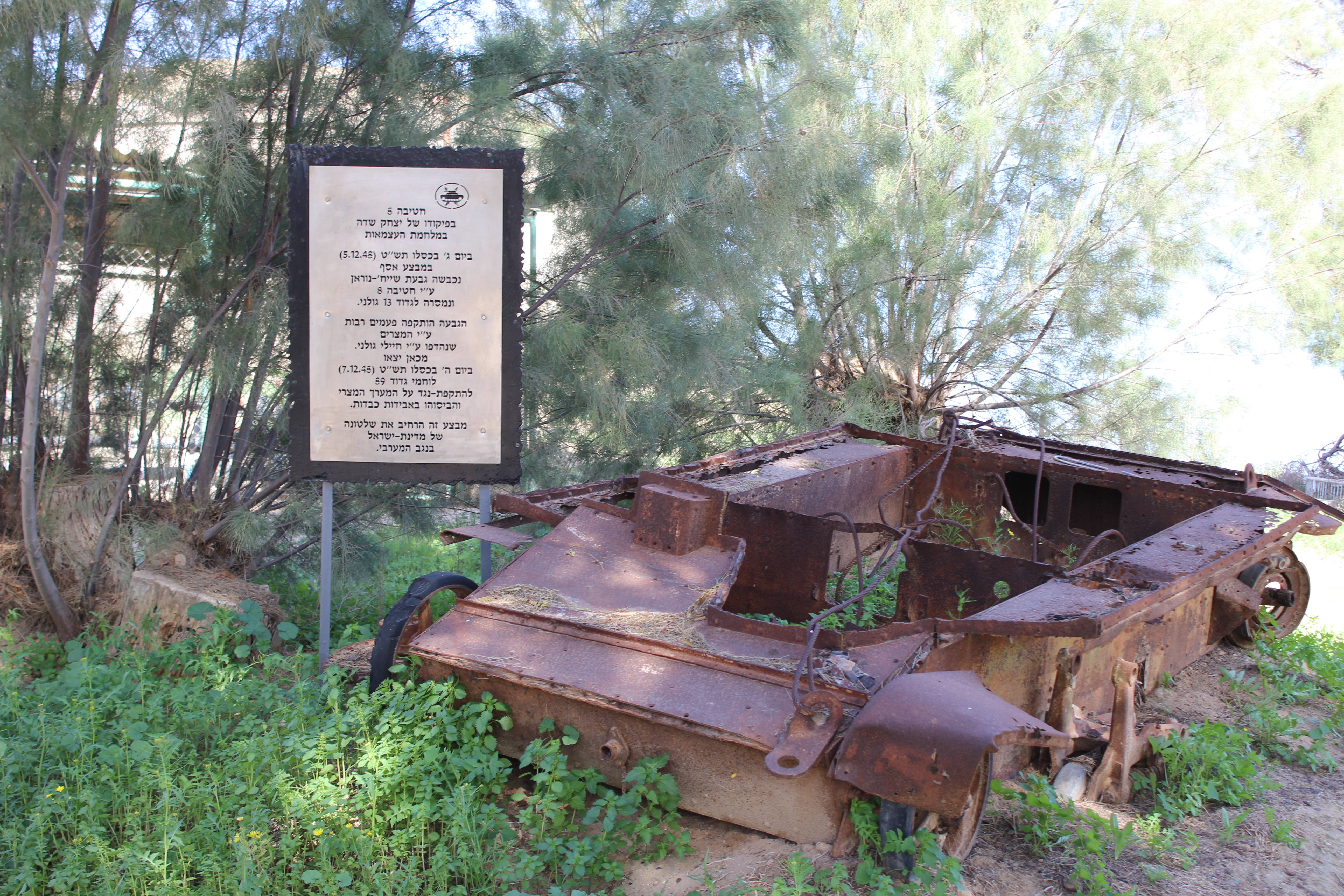
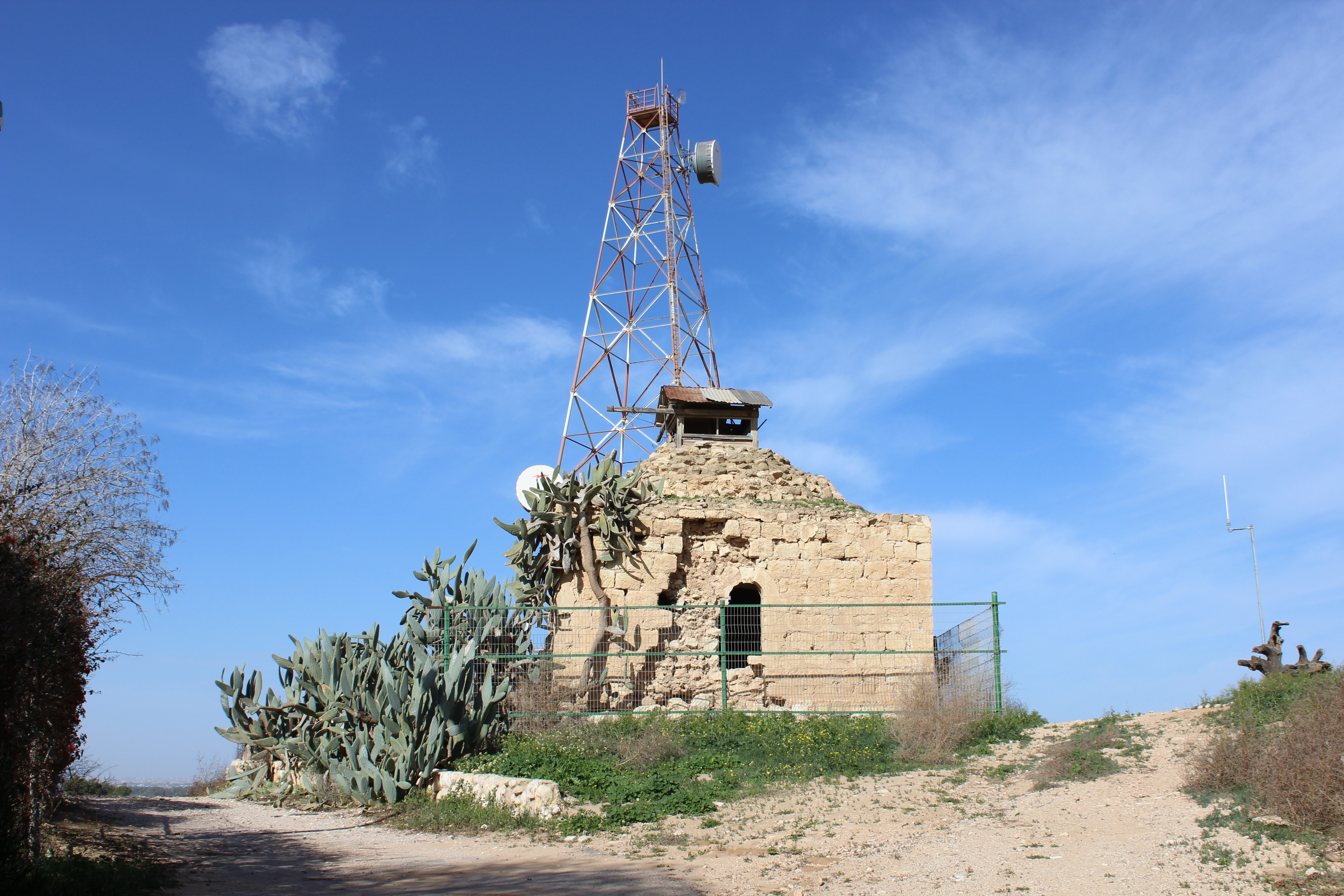
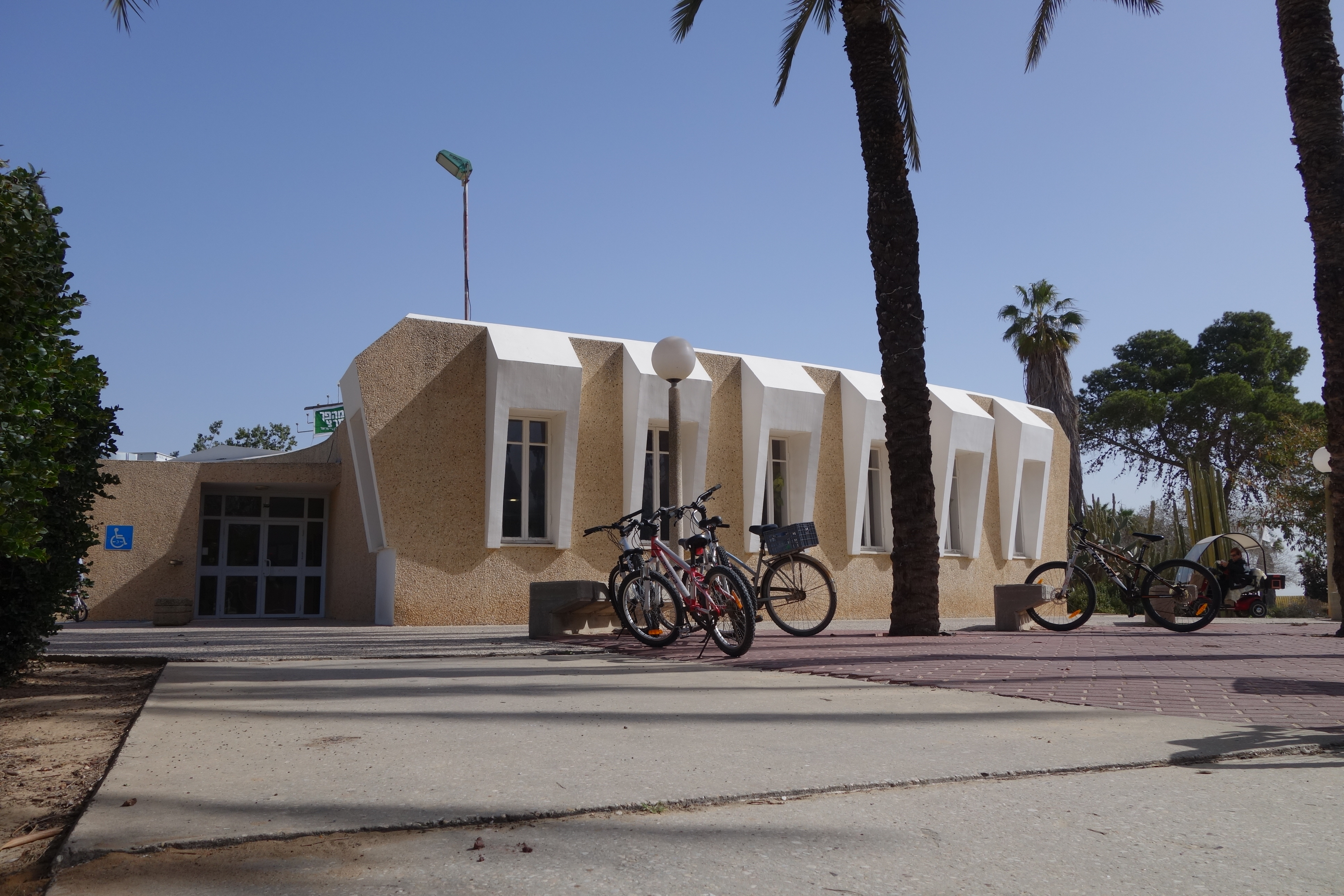
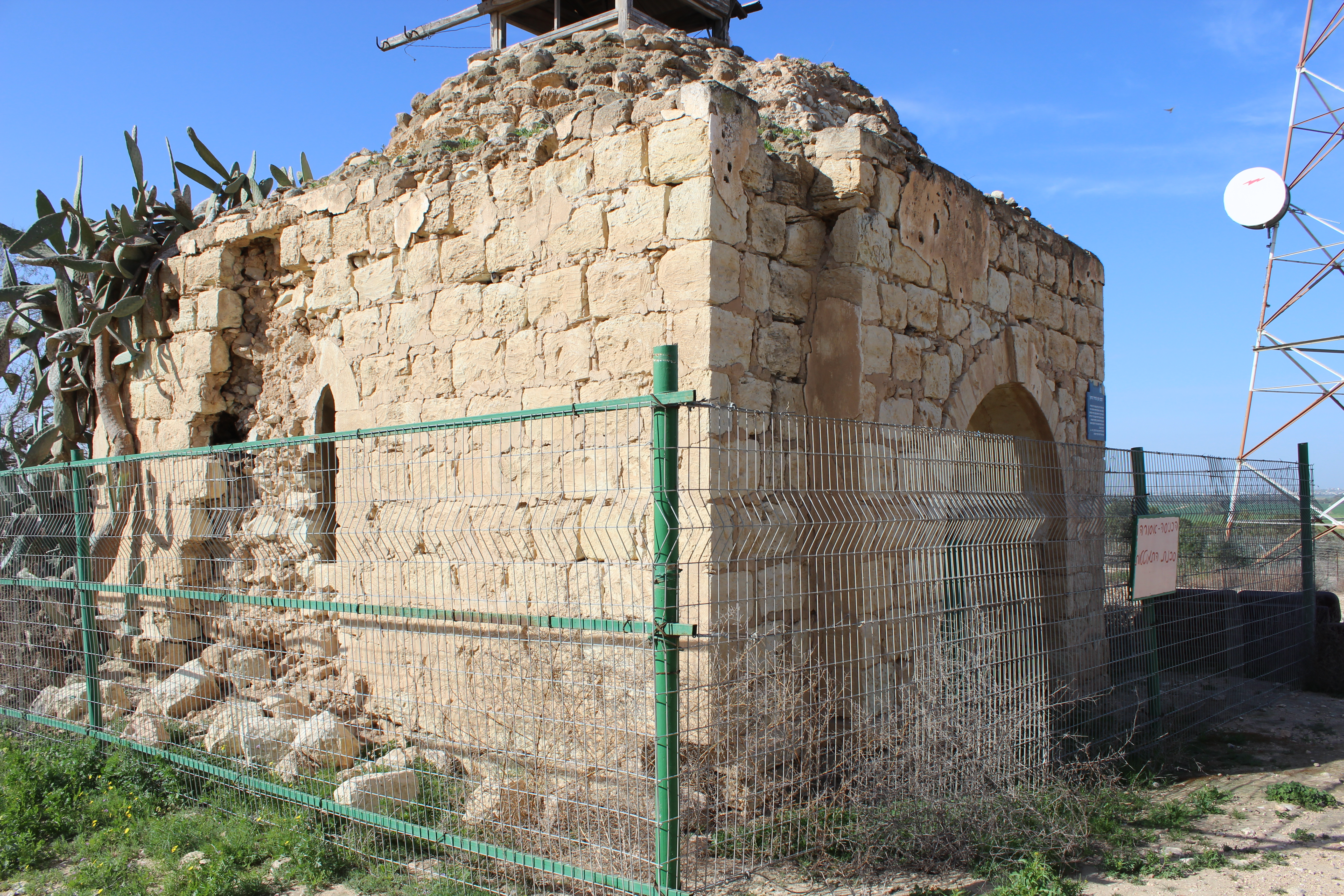
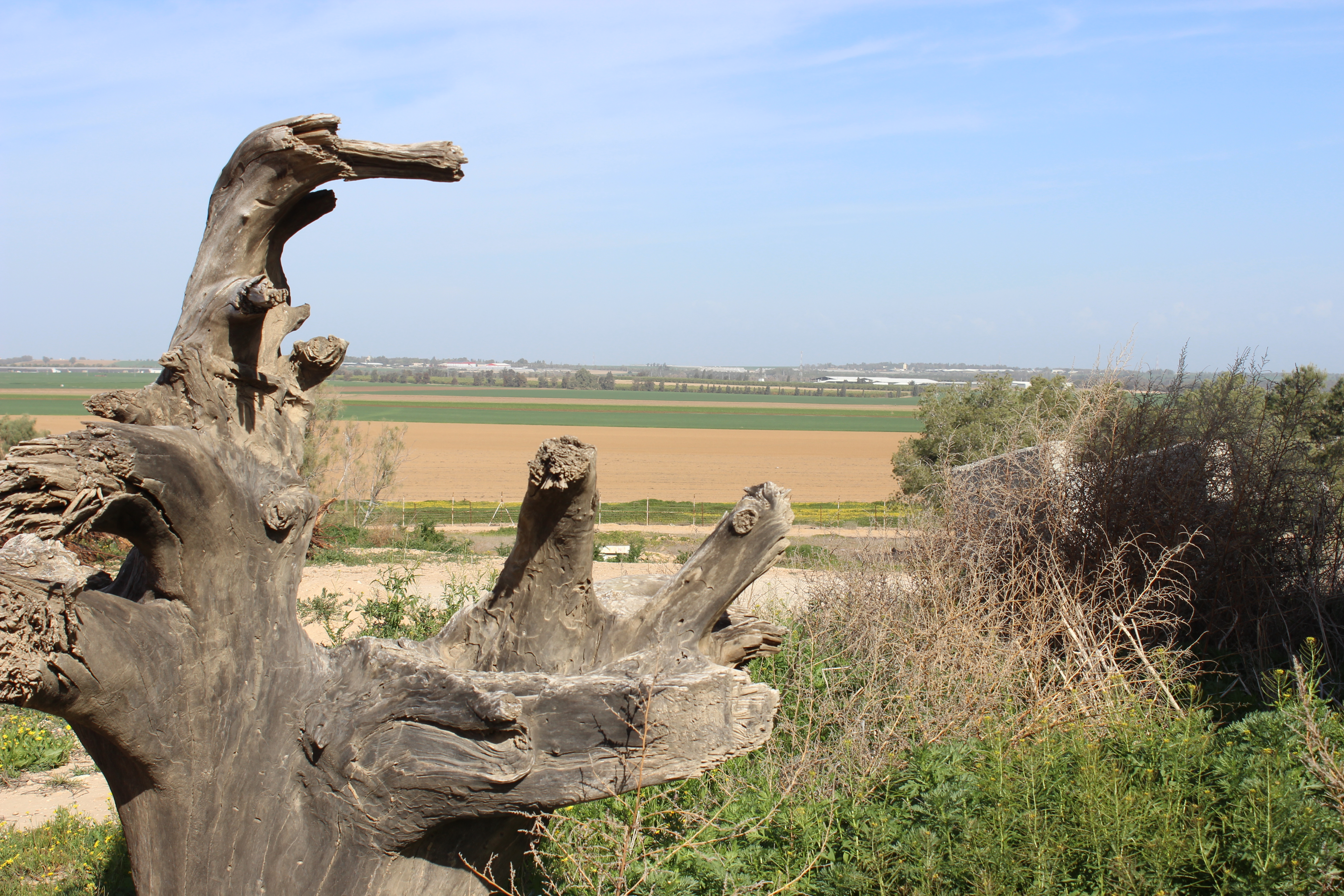
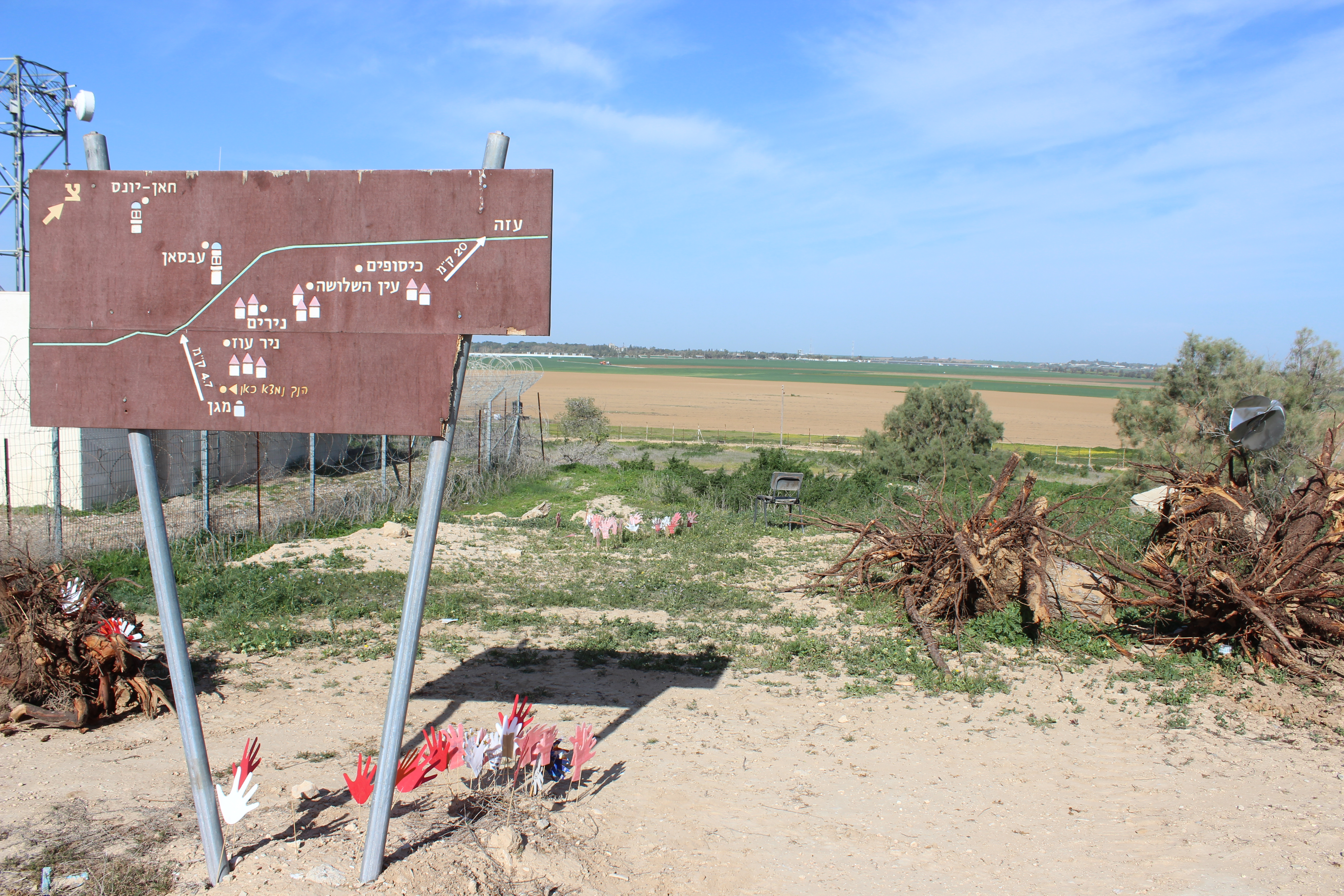
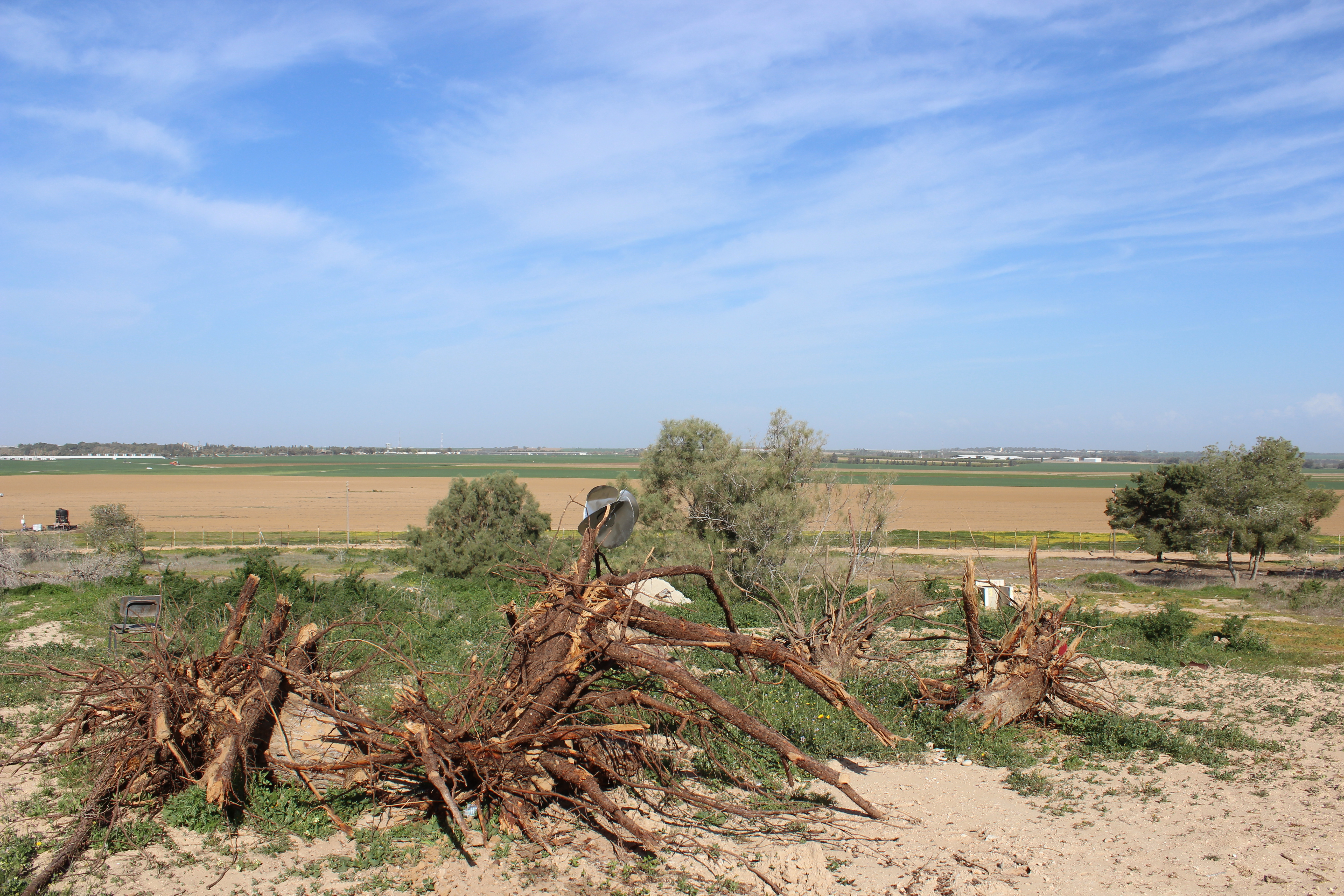